# Юліу Продан
Юліу Продан (рум. Iuliu Prodan; 29 жовтня 1875, Кіокіш, нині жудець Бистриця-Несеуд — 1959, Клуж) — румунський ботанік, селекціонер.

## Біографія
Народився 29 жовтня 1875 в селі Кіокіш на території нинішнього жудця Бистриця-Несеуд. Освіту здобував у Герлі і Несеуді, після чого вступив до Клузького університету, який закінчив у 1900.
Кілька років Продан викладав у середніх школах у Герлі, Несеуду, Еджера і Сомборі. У 1919 він був призначений професором кафедри ботаніки та фітопатології Агрономічної дослідницької академії в Клужі (нині — Університет сільськогосподарських наук і ветеринарної медицини Клуж-Напока), працював на цій посаді до 1940.
У 1935 Продан був обраний почесним членом Румунської академії наук, в 1955 став членом-кореспондентом Румунської Академії.
З 1949 Продан працював над обробкою деяких родів рослин для багатотомної монографії флори Румунії «Flora Republici Populare Române». Його авторству належать розділи цієї книги, що описують пологи Rumex, Chenopodium, кілька родів Caryophyllaceae, сімейство Euphorbiaceae і вирощувані в садах види Rosa.
Помер 27 лютого (іноді вказується 27 січня) 1959 року в Клужі.
Нині гербарні зразки, зібрані Проданом, зберігаються в Інституті біології Румунської академії в Бухаресті (BUCA) та Університеті Клуж-Напока (CLA).

## Деякі наукові роботи
- Prodan I. Flora pentru determinarea şi descrierea plantelor ce crese in România. — Cluj, 1923. — 2 vols.
- Prodan I. Flora mică ilutrăta a României. — Cluj, 1928. — 518 p., 26 pl.
- Prodan I. Centaureele României. — Cluj, 1930. — 256 p., 63 pl.
- Prodan I. Conspectul florei Dobrogei. — Cluj, 1935. — 170 p.